# Miscreant
Miscreant är en EP med det amerikanska death metal-bandet Skinless, utgivet 2002 genom skivbolaget Step Up.

## Låtförteckning
1. "Intro" – 1:06
2. "Miscreant" – 2:42
3. "Deathwork" – 3:39
4. "Condensing" – 0:21
5. "Outro" – 1:20

## Medverkande
Musiker (Skinless-medlemmar)
- Noah Carpenter − sång, gitarr
- Sherwood Webber − sång, percussion
- Joe Keyser − basgitarr
- George Torres − trummor